# Fundacja Avalon
Fundacja Avalon – polska organizacja non-profit, działająca od 2006 roku, od 2009 roku posiada status organizacji pożytku publicznego. Wspiera osoby z niepełnosprawnościami i przewlekle chore. Ma siedzibę w Warszawie. Fundacja oferuje pomoc potrzebującym w obszarze finansowym, a także prowadzi szereg programów społecznych i edukacyjnych, mających na celu aktywizację osób z niepełnosprawnościami oraz zmianę ich postrzegania w polskim społeczeństwie.

## Historia Fundacji
Fundacja powstała w 2006 roku. Początkowo działała pod nazwą „Przyjaciele Sebastianowi” i powstała w celu wsparcia w powrocie do zdrowia Sebastiana Luty, obecnego Prezesa Zarządu i współzałożyciela Fundacji. W 2009 roku nazwa została zmieniona na obecną, a Fundacja uzyskała status OPP. Zmienił się także profil działania organizacji – celem Fundacji stała się szeroko rozumiana pomoc osobom z niepełnosprawnościami i przewlekle chorym: poprawa jakości życia oraz zwiększanie samodzielności życiowej podopiecznych, likwidacja barier społecznych między osobami z niepełnosprawnością i przewlekle chorymi a resztą społeczeństwa, spełnianie marzeń. Obecnie Fundacja ma ponad 15500 podopiecznych i łączna kwota przekazanego wsparcia wynosi 480 milionów złotych.

## Misja
Organizacja daje swoje wsparcie poprzez rehabilitację, umożliwia dofinansowanie wydatków związanych z leczeniem, fizjoterapią, kosztami życia codziennego oraz realizacją indywidualnych celów i pasji. Daje możliwość sportowego rozwoju w ekstremalnej formie. Przełamuje tabu związane z seksualnością i rodzicielstwem osób z niepełnosprawnością ruchową i prowadzi szerokie działania edukacyjne w tym zakresie.

## Działalność
Fundacja Avalon działa na rzecz osób z niepełnosprawnościami i przewlekle chorych. Prowadzi szereg działań pomocowych oraz na rzecz zmiany wizerunku osób z niepełnosprawnościami. Aktywnie angażuje się we wspólne działania Organizacji Pożytku Publicznego.

### Działania pomocowe
Wsparcie finansowe w ramach subkont
Fundacja Avalon daje możliwość założenia subkonta dla osób niepełnosprawnych oraz przewlekle chorych niezależnie od wieku czy schorzenia. Subkonto służy do gromadzenia środków z darowizn oraz odpisu 1,5 % podatku, które można przeznaczyć na potrzeby związane z leczeniem, rehabilitacją, transportem oraz codziennym funkcjonowaniem. W Fundacji Avalon wpłaty z 1,5% podatku czy darowizn może otrzymać każda osoba, która ma założone subkonto – zarówno dziecko, jak i osoba pełnoletnia.
Rehabilitacja
Fundacja Avalon w swojej siedzibie prowadzi Centrum Aktywnej Rehabilitacji Avalon Active, które oferuje funkcjonalną rehabilitację neurologiczną. Aktualnie realizuje program rehabilitacji dofinansowanej “Aktywność kluczem do niezależności”. Projekt ma na celu zapewnienie wsparcia osobom z niepełnosprawnościami, aby w życiu były jak najbardziej aktywne i samodzielne. Projekt jest współfinansowany ze środków Państwowego Funduszu Rehabilitacji Osób Niepełnosprawnych. Fundacja oferuje również pakiet aktywnej rehabilitacji dla osób z orzeczeniem o niepełnosprawności, dofinansowanej w 50% z własnych środków Z oferty można skorzystać wykupując różne rodzaje pojedynczych zajęć lub karnetów: aktywnej rehabilitacji stacjonarnej, online, w wodzie czy podczas wspinaczki.
Pomarańczowy Telefon Wsparcia
Pomarańczowy Telefon Wsparcia jest projektem współfinansowanym ze środków PFRON. Projekt ten umożliwia osobom z niepełnosprawnościami i ich bliskim skorzystanie z darmowych porad: informacyjnych, pedagogicznych, psychologicznych, prawnych, medycznych, seksuologicznych oraz zawodowych. 
Centrum Pomocy Uchodźcom z Niepełnosprawnościami
Organizacja umożliwia uchodźcom z niepełnosprawnościami i przewlekle chorym z Ukrainy skorzystanie z bezpłatnej rehabilitacji w warszawskiej siedzibie Fundacji, oferuje dzięki wsparciu darczyńców również jednorazowe i bezzwrotne dofinansowanie rehabilitacji na terenie całego kraju. Fundacja proponuje też założenie subkonta, aby zbierać na nim potrzebne środki finansowe na leczenie i codzienne funkcjonowanie. Dodatkowo Centrum Pomocy Uchodźcom dostarcza dla indywidualnych odbiorców, punktów recepcyjnych, przejść granicznych, organizacji pomocowych i Ukrainy potrzebny sprzęt ortopedyczny, środki higieny osobistej. Pomaga też w transporcie uchodźców z niepełnosprawnościami.
Projekt Kariera
Projekt Kariera dotyczy aktywizacji zawodowej osób z niepełnosprawnościami i współfinansowany jest ze środków Samorządu Województwa Mazowieckiego. Projekt zakłada warsztaty grupowe, indywidualne poradnictwo oraz staż zawodowy.

### 1,5% podatku
W wyniku zmian podatkowych jakie miały miejsce w 2022 roku Fundacja Avalon żywo włączyła się w działania mające na celu zwiększenie odpisu 1% podatku na 1,5%. Organizacja wraz z 8 innymi największymi OPP opublikowała list otwarty do premiera Mateusza Morawieckiego. Zarząd Fundacji regularnie uczestniczył w spotkaniach Senackiej Komisji Finansów Publicznych. Dnia 9 czerwca 2022 roku została uchwalona ustawa, która zwiększyła odpis podatku z 1% na 1,5%.

### Działania na rzecz zmiany wizerunku osób z niepełnosprawnościami
Avalon Extreme
Misją projektu Avalon Extreme jest zmiana postrzegania niepełnosprawności poprzez promocję sportów ekstremalnych. Projekt kreuje nowy wizerunek osób z niepełnosprawnościami jako aktywnych, samodzielnych i odnoszących sukcesy sportowe. Edukuje społeczeństwo i wpływa na zmianę ich postaw. Tworzy nowe miejsca szkoleniowe i treningowe dla osób z niepełnosprawnościami. Dzięki Avalon Extreme osoby z niepełnosprawnościami mogą brać udział w różnego rodzaju treningach sportowych m.in. cross treningu oraz w treningach sekcji bokserskiej.
Projekt Sekson
Projekt Sekson powstał w 2019 roku, ma na celu rzetelne edukowanie w obszarze seksualności i rodzicielstwa osób z niepełnosprawnością ruchową. W ramach Projektu powstała platforma edukacyjna www.sekson.pl, Mapa Dostępności – wyszukiwarka dostosowanych gabinetów i specjalistów z doświadczeniem w pracy z osobami z niepełnosprawnościami, prowadzone są także spotkania live oraz cykl wywiadów #wyłączamytabu #włączamywiedzę ze specjalistami i osobami z niepełnosprawnościami. Co roku organizowana jest Konferencja Sekson poświęcona seksualności i rodzicielstwu osób z niepełnosprawnością ruchową. Jest to największe w Polsce wydarzenie w tym zakresie, skupiające OzN oraz specjalistów i ekspertów. W ramach Projektu na przełomie 2021 i 2022 roku, Fundacja Avalon przeprowadziła szeroką kampanię społeczną pod hasłem Pełnosprawni w miłości, dotyczącą wizerunku osób z niepełnosprawnościami, oraz ich prawa do miłości i rodzicielstwa.

### Kampanie społeczne
Fundacja Avalon działa edukacyjnie poprzez kampanie społeczne. Organizacja stworzyła ponad 6 kampanii, które miały na celu przełamywać bariery społeczne. Kampania skupiona na projekcie Avalon Extreme o tytule “Wystarczy zacząć” ukazała to, że niepełnosprawność nie może być traktowana jako słabość i źródło wykluczenia. Kampania “Pełnosprawni w miłości” Projektu Sekson zwróciła uwagę na problem jakim jest postrzeganie seksualności i rodzicielstwa wśród osób z niepełnosprawnościami. Uzmysłowiła, że osoby doświadczające różnych rodzajów niepełnosprawności mogą być atrakcyjnymi partnerami, umawiać się na randki, budować związki i być odpowiedzialnymi rodzicami. W 2022 roku Fundacja Avalon przeprowadziła kampanię "Nic co ludzkie nie jest nam obce". Skupiała się ona na pokazaniu codzienności osób z niepełnosprawnościami i tego, że osoby z niepełnosprawnościami, jak każdy, realizują się w różnych sferach życia — rodzinnej, społecznej, towarzyskiej czy zawodowej. W kolejnym roku organizacja zwróciła uwagę na problem niezauważalności potrzeb osób z niepełnosprawnościami w kampanii "Teraz mnie widzisz?". W 2024 roku Fundacja Avalon rozpoczęła siódmą, ogólnopolską kampanię społeczną pod hasłem "Epoka Dostępności", podczas której organizacja zwróciła uwagę na problemy dotyczące dostępności oraz barier, które spotykają na co dzień osoby z niepełnosprawnościami. 

### Badania
Fundacja Avalon w ramach Projektu Sekson przeprowadziła badania pod tytułem “Seksualność i rodzicielstwo osób z niepełnosprawnością ruchową”. Badania przeprowadzone zostało przez agencję SW RESEARCH z osobami z niepełnosprawnością ruchową, ich rodzicami, osobami partnerskimi i lekarzami specjalistami. Celem badania było dokonanie analizy najbliższego otoczenia OzN w zakresie dostępu do szeroko rozumianej wiedzy o seksualności, w tym dostępności do usług związanych ze zdrowiem intymnym. Raporty z badań dostępne są na stronie internetowej.
W ramach kampanii społecznej “Pełnosprawni w miłości” Projekt Sekson przeprowadził również badania o tym samym tytule, które dotyczyły społecznego postrzegania osób z niepełnosprawnością ruchową w kontekście życia rodzinnego, rodzicielstwa oraz seksualności.
W ramach Miesiąca Walki z Dyskryminacją Osób z Niepełnosprawnościami,  w maju 2023 roku, Fundacja Avalon opublikowała raport z badań "Dyskryminacja Osób z Niepełnosprawnościami". W 2024 roku Fundacja Avalon przeprowadziła badania o wizerunku osób z niepełnosprawnościami w mediach. 

## Zarząd Fundacji
- Prezes: Sebastian Luty
- Członek Zarządu: Łukasz Wielgosz